# Box End
Box End – wieś w Anglii, w hrabstwie ceremonialnym Bedfordshire, w dystrykcie (unitary authority) Bedford. Leży 6 km na zachód od centrum miasta Bedford i 74 km na północny zachód od centrum Londynu.